# Vattnäs
Vattnäs är en bebyggelse i Mora kommun. Orten ligger mellan Mora och Orsa, vid Orsasjöns strand och Inlandsbanan. Bebyggelsen klassades intill 2018 som en egen tätort för att från 2018 räknas som en del av tätorten Orsa.

## Historia
Vattnäs (1551 omtalat som 'Wetenääs') omfattade i början av 1900-talet 44 gårdar. Om än byn inte har så gamla anor har flera fornfynd gjorts på platsen. 1851 påträffades två holkyxor och en halskrage i brons och 1916 respektive 1910 påträffades två stenyxor i byns åker.

### Befolkningsutveckling
| Befolkningsutvecklingen i Vattnäs 1965–2015      | Befolkningsutvecklingen i Vattnäs 1965–2015 | Befolkningsutvecklingen i Vattnäs 1965–2015 | Befolkningsutvecklingen i Vattnäs 1965–2015 | Befolkningsutvecklingen i Vattnäs 1965–2015 |
| ------------------------------------------------ | ------------------------------------------- | ------------------------------------------- | ------------------------------------------- | ------------------------------------------- |
|                                                  |                                             |                                             |                                             |                                             |
| År                                               |                                             |                                             | Folkmängd                                   | Areal (ha)                                  |
| 1965                                             | 1965                                        |                                             | 213                                         |                                             |
| 1970                                             | 1970                                        |                                             | 206                                         |                                             |
| 1975                                             | 1975                                        |                                             | 257                                         |                                             |
| 1980                                             | 1980                                        |                                             | 271                                         |                                             |
| 1990                                             | 1990                                        |                                             | 305                                         | 71                                          |
| 1995                                             | 1995                                        |                                             | 235                                         | 72                                          |
| 2000                                             | 2000                                        |                                             | 245                                         | 72                                          |
| 2005                                             | 2005                                        |                                             | 275                                         | 72                                          |
| 2010                                             | 2010                                        |                                             | 294                                         | 72                                          |
| 2015                                             | 2015                                        |                                             | 345                                         | 111                                         |
| Anm.: Ny tätort 1965, växte 2018 samman med Orsa |                                             |                                             |                                             |                                             |

## Näringsliv
Här producerades dalahästar med start i början av 1900-talet.

## Kommunikationer
Inlandsbanan mellan Mora och Östersund/Gällivare angör Vattnäs hållplats. Till det närbelägna Mora reser man dock normalt med buss.